# Réaup-Lisse
Réaup-Lisse is een gemeente in het Franse departement Lot-et-Garonne (regio Nouvelle-Aquitaine) en telt 523 inwoners (1999). De plaats maakt deel uit van het arrondissement Nérac.

## Geografie
De oppervlakte van Réaup-Lisse bedraagt 70,1 km², de bevolkingsdichtheid is 7,5 inwoners per km².
De onderstaande kaart toont de ligging van Réaup-Lisse met de belangrijkste infrastructuur en aangrenzende gemeenten.

## Demografie
Onderstaande figuur toont het verloop van het inwonertal (bron: INSEE-tellingen).

1. ↑  Populations de référence 2022.